# Pfarrhof (Bernbeuren)

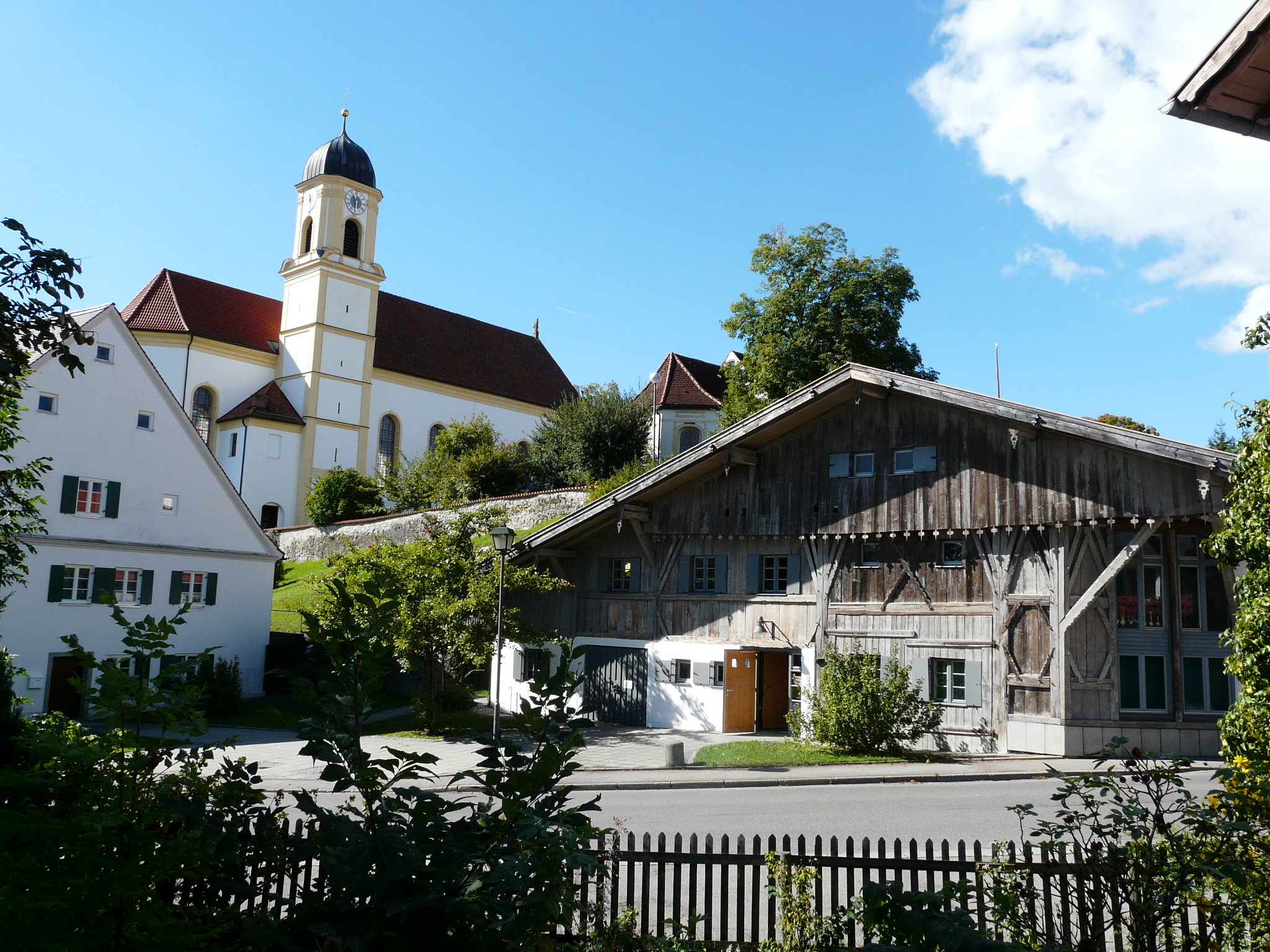
Pfarrhaus in Bernbeuren (links)

Der katholische Pfarrhof in Bernbeuren, einer  Gemeinde im oberbayerischen Landkreis Weilheim-Schongau, wurde 1724/25 errichtet. Der Pfarrhof an der Füssener Straße 14 ist ein geschütztes Baudenkmal.
Das zweigeschossige Pfarrhaus ist ein Putzbau mit Satteldach und Traufgesims. Es wurde wohl von Johann Georg Fischer erbaut.
Mit dem daneben liegenden Pfarrstadel bildet das Pfarrhaus ein Ensemble unterhalb der Pfarrkirche St. Nikolaus.